# Nemesia
Немезія (Nemesia) — рід рослин родини Ранникові (Scrophulariaceae), включає в себе близько 50 видів однорічних і багаторічних трав, зрідка напівчагарників з центральних областей Південної Африки. Свою назву рід отримав по імені давньогрецької богині відплати Немезіди.

## Опис
Однорічні і багаторічні рослини різного габітусу.
Листки супротивні, прості, лінійні або ланцетні, зубчасті.
Квітки численні, з'являються в пазухах листків, поодинокі або в верхівкових суцвіттях, віночок трубчастий з двома губовидними відгинами, верхній відгин чотиридольний, нижній — двочастковий, іноді зі шпорцем, різноманітних відтінків. Цвітіння з початку літа до першої декади осені.
Плід — коробочка з численними насінинами.
Рослина зимостійка або тільки холодостійка, в залежності від виду.

## Застосування
Однорічні види застосовуються:
- в квітниках, для створення рабаток, груп, декоративних плям;
- як бордюрні;
- як сезонні кімнатні навесні в прохолодних інтер'єрах;
- як зрізувана культура;

багаторічні види використовують в балконних ящиках або як контейнерні в прохолодних теплицях.